# Österreichischer Wasser- und Abfallwirtschaftsverband
Der Österreichische Wasser- und Abfallwirtschaftsverband (ÖWAV) ist ein Branchenverband der Wasser- und Abfallwirtschaft in Österreich. Als gemeinnütziger Verein setzt er sich für die Erreichung der nachhaltigen Ziele der Wasser-, Abwasser- und Abfallwirtschaft auf nationaler und internationaler Ebene ein.

## Geschichte des Verbandes
Die Zeitschrift „Die Wasserkraft“ berichtete am 1. August 1909 erstmals von der Gründung einer wasserwirtschaftlichen Organisation des Bundes Österreichischer Industrieller. Ende des Jahres 1909 wurden die Statuten genehmigt. Die konstituierende Versammlung des „Wasserwirtschaftsverbandes der österreichischen Industrie“ fand am 29. Jänner 1910 im Haus der Industrie statt, wo Georg Zetter, der Leiter der Szolyva-Holzkohlungs-AG, der auch Vizepräsident des Bundes der Industriellen war, zum Präsidenten des Verbands gewählt wurde. Dieser leitete den Verband bis zur Neuordnung der politischen Verhältnisse im Österreich-Ungarischen Raum nach Beendigung des Ersten Weltkrieges. Ausgehend „von einer lebhaften Tätigkeit für den Ausbau der Alpenwasserkräfte“ entwickelte sich der Verband über das gesamte Gebiet der Wasserwirtschaft, und trotz der zu Beginn sehr starken Bindung an die Industrie wurde ein Grundgedanke hochgehalten „Die Einheit des Wasserkreislaufes, die Entität der Wasserwirtschaft“. Die Arbeit des Wasserwirtschaftsverbands erstreckte sich zu Beginn „auf die Bestellung von Sachverständigen für die verschiedenen Zwecke (Wasserwirtschaftsstatistik, Wasserschadenversicherung, Schaffung einer Vermittlungsstelle für den Verkehr in Wasserkräften usw.).“
Der Erste Weltkrieg beendete die Tätigkeit des Wasserwirtschaftsverbandes beinahe. Erst im Jahre 1916 wurde „eine neuerliche Aktion zugunsten der Ausnützung der Wasserkräfte“ gestartet, die allerdings erst 1919 zum Tragen kam, wo bei der Vollversammlung des Verbandes die „zuständigen Staatsämter“ in einer Resolution „auf die Inangriffnahme bestimmter ausbauwürdiger Wasserkräfte“ gedrängt wurden. Im Jahr 1920 folgt der Hydrograf Richard Siedek auf den zurückgetretenen Präsidenten Georg Zetter. Aufgrund der Auflösung Österreich-Ungarns wird der Name des Verbands kurzfristig in „Wasserwirtschaftsverband des Hauptverbandes der Industrie Deutsch-Österreichs“ umgewandelt, 1922 erhielt er unter Präsident Ernst Seidler den Namen „Wasserwirtschaftsverband der österreichischen Industrie“, den er bis 1936 beibehielt. Im Jahr 1934 wurde Bundeskanzler a. D. Ernst Streeruwitz als Präsident für den Verband gewonnen. In diese Funktionsperiode fällt eine neuerliche Umstrukturierung und die Umbenennung in „Österreichischer Wasserwirtschaftsverband“. In jener Zeit verdoppelte sich die Mitgliederzahl des Verbandes. Eine Reihe von Fachausschüssen für Wasserkraftwirtschaft, für Rechtsangelegenheiten, für Wasserversorgung, für Abwasserwirtschaft und für die Binnenschifffahrt und der schon früher konstituierte „österreichische Hydraulikausschuss“ nahmen ihre Tätigkeit auf. Die erfolgreiche Entwicklung des Verbandes fand aber ein jähes Ende, als im Jahr 1938 der Verband im Zuge der Gleichschaltungsbestrebungen des ‚Dritten Reiches‘ aufgelöst wurde.
Erst im Sommer 1945 wurde der Österreichische Wasserwirtschaftsverband von Linz aus neu tätig. Im Februar 1946 setzte das Bundesministerium für Inneres die Anordnung über die Auflösung des Verbandes außer Kraft, und bei der Vollversammlung im Juni 1946 im Spiegelsaal des Ingenieurhauses wurde der Staatssekretär a. D. Ludwig Stepski-Doliwa zum neuen ÖWWV-Präsidenten gewählt. Unter Stepski-Doliwa begann die Loslösung der engen Bindung des Verbandes an die Industrie. Das Büro des Verbandes befand sich damals in der Doblhoffgasse 7 im 1. Wiener Gemeindebezirk, wo es bis 1954 verblieb. In diesem Jahr wurde auch der erste „eigene“ Geschäftsführer, Roland Bucksch, bestellt. Der Verband sah seine Aufgabe hauptsächlich darin, ein Forum für den Meinungsaustausch von Fachleuten zu sein. In den Ausschüssen fanden sich damals – wie heute – die Vertreter von Wissenschaft, Behörden und der Wirtschaft zu gemeinsamer Arbeit zusammen. Damals wurden die ersten Fachgruppen gebildet. So findet man die „Abwasserfachgruppe“ unter der Leitung von Julius Kar, den „Donauausschuss“, den „Massenbetonausschuss“, den „Normenausschuss“, den „Rechtsausschuss“, den „Studienausschuss“ und den „Torstahlausschuss“. Der ÖWWV deckte ein breites Spektrum ab und bot seine Funktion als neutrale und abhängige Plattform nicht weniger als vier Ministerien an, die damals mit der Materie Wasser befasst waren. Der Österreichische Wasserwirtschaftsverband war also neu definiert und unter den Präsidenten Georg Beurle (1960–1972), Julius Kar (1972–1977), Robert Fenz (1977–1987), Werner Biffl (1987–1990), Helmut Werner (1990–1996), Werner Lengyel (1996–1999), Helmut Kroiß (1999–2002), Werner Flögl (2002–2008), Johann Wiedner (2011–2015), Roland Hohenauer (2008–2011, 2015–2023) und Martin Niederhuber (seit 2023) fortgeführt.

## Aufgaben
Seinen rund 3.000 Mitgliederorganisationen bietet der ÖWAV ein Branchennetzwerk, eine Plattform von Experten und beteiligten Berufsgruppen sowie aktuelle Informationen und den Interessensausgleich in der nationalen Wasser-, Abwasser- und Abfallwirtschaft. Zu den wesentlichsten Aufgaben zählt die Erstellung des ÖWAV-Regelwerkes durch Arbeitsausschüsse der Fachgruppen des Verbandes. Zudem werden im Rahmen des Aus- und Fortbildungsprogramms des ÖWAV zu den einzelnen Fachbereichen jährlich zahlreiche Seminare und Ausbildungskurse veranstaltet. Mit 7.500 Teilnehmern an rund 160 Veranstaltungen ist der ÖWAV der größte Fortbildungsanbieter in den Bereichen Wasser-, Abwasser- und Abfallwirtschaft in Österreich.
Der ÖWAV bietet zudem Publikationen für die Fachwelt an. Die Fachgruppen und Arbeitsgemeinschaften des ÖWAV erarbeiten in zahlreichen Arbeitsausschüssen das technische Regelwerk, verfassen Positions- und ExpertInnenpapiere, geben Stellungnahmen zu Gesetzesentwürfen ab und ermöglichen den Erfahrungsaustausch von Entscheidungsträgern aus Wirtschaft, Verwaltung und Wissenschaft.
Darüber hinaus publiziert der ÖWAV gemeinsam mit dem Bundesministerium für Land- und Forstwirtschaft, Regionen und Wasserwirtschaft (BML) die einzige österreichische Fachzeitschrift für die gesamte Wasser- und Abfallwirtschaft. Der Schwerpunkt der Fachzeitschrift „Österreichische Wasser-und Abfallwirtschaft“ (ÖWAW) liegt auf der Veröffentlichung von wissenschaftlichen Originalarbeiten aus der Wasser-, Abwasser- und Abfallwirtschaft. Die Zeitschrift erscheint zweimonatlich im Springer-Verlag und hat im Jahr 2018 eine Druckauflage von 4.500 Stück.

## Ziele

### Ausbildung und Qualitätsstandards für die Wasser- und Abfallwirtschaft
- Erstellung technischer Regelwerke (Regelblätter, Arbeitsbehelfe)
- Ausschusstätigkeit im Rahmen der Fachgruppen-Arbeit
- Aus- und Fortbildung auf allen Gebieten der Wasser- und Abfallwirtschaft.

### Information und Interessenausgleich
- Plattformfunktion zum Interessenausgleich,
- Informationsarbeit für Mitglieder und für die Öffentlichkeit,
- Beratung der Gesetzgebung bei der Erstellung von Umweltgesetzen
- Netzwerkplattform für Mitglieder

### Aus- und Fortbildungsprogramm des ÖWAV
- Tagungen und Seminare
- Ausbildungskurse in den Bereichen: Abwasserreinigungsanlagen, Kanalisationsanlagen, Talsperren und Rückhaltebecken, Hochwasserschutzanlagen, Beschneiungsanlagen, Naturnaher Wasserbau, Gewässerpflege, Neophytenmanagement, Wildbach- und Lawinenverbauung, Wartung Fischaufstiegshilfen, Projektmanagement, Kosten- und Leistungsrechnung, rechtliche und wirtschaftliche Grundlagen
- Teilnahme an den Kanal- und Kläranlagennachbarschaften
- Erfahrungsaustausch für Betreiber von Abfallbehandlungsanlagen, Betreiber von Abwasserreinigungsanlagen, Hochwasserschutzverbände, -genossenschaften und Gemeinden
- Spezialausbildung für Führungskräfte,
- Netzwerktreffen für Nachwuchskräfte der Wasser-, Abwasser und Abfallwirtschaft

### Mitglieder des ÖWAV
Die Mitglieder des ÖWAV stammen vorwiegend aus folgenden Bereichen:
- Baugewerbe und Bauindustrie
- Bund, Länder und Gemeinden
- Hochwasserschutzverbände
- Ingenieurbüros
- Interessensvertretungen
- Produktions- und Handelsunternehmen
- Rechtsanwalts- und Treuhandkanzleien
- Universitäten und wissenschaftliche Institutionen
- Ver- und Entsorgungsbetriebe
- Vereinigungen und Verbände
- Wasserversorgungs-, Abwasser- und Abfallverbände
- Zertifizierer, Gutachter und Auditor

## Präsidenten (Auswahl)
- 1987 bis 1990: Werner Biffl[6]
- 1990 bis 1996: Helmut Werner[7]
- 1996 bis 1999: Werner Lengyel
- 1999 bis 2002: Helmut Kroiß[8]
- 2002 bis 2008: Werner Flögl
- 2008 bis 2011: Roland Hohenauer
- 2011 bis 2015: Johann Wiedner[9]
- 2015 bis 2023: Roland Hohenauer
- seit 2023: Martin Niederhuber